# Parlamentsvalet i Kroatien 2016
Parlamentsvalet i Kroatien 2016 ägde rum söndagen den 11 september 2016. I det allmänna valet utsågs 151 ledamöter av Kroatiens parlament för perioden 2016–2020. 
Parlamentsvalet var ett nyval som följde på misstroendeförklaringen i Kroatiens parlament mot den dåvarande premiärministern Tihomir Orešković den 20 juni 2016. Då en majoritet av parlamentet stödde misstroendeförklaringen avgick regeringen Tihomir Orešković den 15 juli 2016 vilket gjorde det möjligt för den dåvarande presidenten Kolinda Grabar-Kitarović att utlysa extra val den 11 september 2016. 
Parlamentsvalet år 2016 var det nionde i ordningen och det första nyvalet sedan flerpartival år 1990 återinförts i landet. De främsta utmanarna om regeringsmakten var Kroatiska demokratiska unionen som under ledning av partiledaren Andrej Plenković och tillsammans med tre mindre politiska partier utgjorde en center–höger-koalition som stod i motsats till center–vänster-koalitionen Folkets koalition som leddes av Kroatiens socialdemokratiska parti och dess partiledare Zoran Milanović.          